# Labou Vallis
La Labou Vallis è una struttura geologica della superficie di Marte.